# Saárváry István
Saárváry István (Csepreg, 1730 – Szombathely, 1784. január 18.) ferences szerzetes.

## Élete
1749-ben lépett a mariánus rendtartományba, a próbaévet Malackán töltötte. 1753-ban áldozópappá szentelték. Több helyen volt hitszónok. 1763-ban a Szentföldre zarándokolt, Jeruzsálemben három évig tartózkodott. Hazájába visszatérve folytatta hitszónoki hivatását.

## Munkái
- Örök életre vezetgető Tábla, a Serafikus Szent Ferencz Penitentziatartó Harmadik Szent Szerzetének IV-dik Miklós Szentséges Pápától 1289-dik esztendőben megerősíttetett és az utánna valóktól jóváhagyattatott Regulája, Mely Szabad Királyi Nemes Nagy-Győr-Városában 1770-dik esztendőben az Első Magyar Nemzetbéli Férjfiak s Aszszonyok neméből való próbaesztendőben lévő ájtatos Tertiariusoknak, kik Tulajdon Házaikban laknak, éppen s egyenessen, őket illető rövid értelmes magyarázattal az ő akkorbéli P. Directorok iparkodásából, az Előljárók engedelmével kezekbe adatott. És magok költségén (a változandóknak egyenes változásával) harmadszor kinyomtattatott. Győr, 1770
- Szent Ferencz harmadik rendje. Győr, 1770